# 고려대학교에 대한 비판과 논란
고려대학교(高麗大學校, Korea University)와 관련된 각종 사건들 가운데 물의를 일으켜서 비판받는 사건들이 다수 존재한다. 이 문서에서는 이들 중에서 대표적인 것들만 다룬다.

## 김성수 동상 철거 논란
일제강점기 동아일보를 창간하고 물산장려운동에 앞장섰던 김성수는 이용익이 1905년에 설립한 보성전문학교를 1932년에 인수하여 교장에 취임한 후 1946년에 고려대학교로 발전시켰다. 하지만 김성수는 1930년대 후반부터 전쟁 참여를 독려하는 국민정신총동원조선연맹의 발기인과 임전대책협의회 간부이자 임전보국단 발기인으로 활동하였다. 그는 일제 기관지였던 매일신보 등에 학도병의 참전 및 전쟁에 협력할 것을 촉구하는 글을 게재하고, 강연한 것으로 밝혀져 민족문제연구소가 발간한 친일인명사전에 수록되었다.
1989년 학내 민주화 투쟁 과정에서 고려대학교 학생들이 친일파 김성수를 기릴 수 없다며 본관 앞에 있는 김성수 동상에 검은천을 씌우고 밧줄을 매달아 철거를 시도하였다. 당시 교우회에 소속된 졸업생 200여명은 ‘민족지도자 김성수를 친일파로 모는 건 빨갱이’라며 재학생들의 철거 시도를 제지하였다. 2002년 3월 김성수 동상에 빨간 페인트로 ‘김성수는 친일파’라고 써놓는 사건이 발생하였으며, 같은 해에 고려대 사상 처음으로 인촌동상철거위원회가 조직되기도 하였다. 2005년 한승조 명예교수가 일본 보수언론인 산케이 신문의 자매지인 세이론(正論)에 기고한 친일 성향의 글이 국내에 알려지면서 파문이 확산되는 가운데 고려대학교 총학생회는 “친일의 최선두주자 인촌 김성수의 동상은 민족고대 100주년의 허상을 단적으로 보여주고 있다”며 “대학의 친일 과거사를 청산하겠다”고 선언하였다. 2005년 MBC PD 수첩이 고려대학교 재직 교수 105명을 대상으로 실시한 설문 조사 결과에 따르면 “고려대 인수자인 인촌 김성수가 친일행위를 했다고 보십니까”라는 설문에 대하여 응답자 중 25.7%는 “그렇다”라고 답변하였고, “친일행위를 하지 않았다”고 답변한 교수는 16.2%에 그쳤다. 하지만 모른다와 무응답이 58.1%로 나타났다. 총학생회의 일제잔재청산위원회 활동에 대해서도 절반 가량의 교수가 긍정적으로 생각하였지만 학내에 위치한 김성수 동상 철거에 대해서는 70% 이상이 존속시켜야 한다고 응답하였다. 2005년 현승종 전 국무총리는 고려중앙학원 이사장으로 취임하면서 일방적으로 김성수를 친일파로 매도하지만 인재를 키우기 위해 교육과 언론, 민족 기업을 만드는 데 애쓴 공로가 크다며 김성수의 학병 권유 기고문은 당시 매일신보 기자가 김성수의 명의를 도용한 것이라고 설명하였다.

## 입시 비리 서류 폐기 의혹
1991년 고려대학교가 부정 입학 관련 비리가 표면화되던 1989년에 입시 관련 서류 일체를 파기한 사실이 드러났다. 폐기 사실은 고려대학교 총학생회 등 학내 단체의 진정으로 교육부가 실시한 특별감사결과보고서에서 밝혀졌다. 입시 관계 서류는 3년 이상 보관해야 한다는 교육부와 대학 자체 규정에도 불구하고 성적일람표, 입학시험 사정부 등 입시 관련 서류 일체와 컴퓨터 기록 모두를 말소하였다. 학교 측은 학생들의 본관 점거 과정에서 서류가 탈취되는 것을 방지하고자 해당 조치를 취하였다고 해명하였지만 교육부는 입시 관리상의 비위 사실을 숨기기 위한 것으로 추정된다고 결론내렸다. 이에 따라 교육부는 학교 측에 이준범 총장을 사립학교법에 따라 해임함과 동시에 교무처장 등 관련자에 대하여 정직을 취하도록 요구하였다.

## 이건희 삼성 회장 명예철학박사 학위수여식 사태
2005년 5월 2일에는 학교 당국의 삼성 이건희 회장 명예박사 학위수여식이 계획되어 있었다. 하지만 당시 문과대 학생회와 '다함께' 고대모임 중심으로 한 60여명의 학생들이 당일 오후 구호를 외치며 시위를 진행하는 등 이 회장의 박사 학위 수여를 반대하였으며 물리적인 충돌로 인해 수여식은 예정과 달리 본관 2층에서 치러졌다. 이후 학교 당국은 삼성그룹에 대한 사과문을 발표하고, 해당 학생들에 대한 징계를 결정했으나 이 조치는 얼마 후에 모두 취소되었다. 당시 이 사건을 두고 학생비판론이 우세한 분위기가 형성되었으며, 안티총학 카페 가 개설되기도 하였다.

## 학생 출교조치 논란
2006년 3월에 정릉에 위치해 있던 병설 보건대학을 폐지하고 본교 소속 단과대학으로 보건과학대학이 신설되었다. 같은 해 4월 5일에는 병설 보건대학 학생들의 안암캠퍼스 총학생회 선거권을 인정하는 문제를 둘러싸고 당시 선본이었던 'Act Now!', '학생회 독립선언', '리얼리스트'의 대표와 선본원들 그리고 병설 보건대학 학생들이 본관 안에서 농성을 벌인 일이 벌어졌다. 투표권 인정 여부에 대해 이들 학생들과 학교 측의 의견이 팽팽히 맞섰으며, 결국 이들 학생들은 교수들을 본관에 감금하기에 이르렀다. 학교 측은 4월 19일 담화문과 징계결정 공지를 통해 참가 학생 중 7명을 출교(黜校)조치하였다. 그 밖에 5명에 대해서는 1개월 유기정학, 7명에 대해서는 1주일 견책 조치가 내려졌다. 견책 조치는 수업을 제외한 모든 학내활동을 금지하는 조치를 의미한다. 출교된 7명의 학생들은 징계 철회를 요구하며 장기간 본관 앞에서 천막농성을 벌였다. 이들이 설치한 본관 앞 천막은 2008년 3월 20일에야 철거되었다. 한편, 출교 조치 이후 출교생들과 학교 측 간에 장기간의 법적 분쟁이 빚어졌다. 2007년 10월 5일, 서울지방법원은 학교 당국의 학생 출교 방침이 절차적 정당성을 잃어 무효라고 판결하였다. 고려중앙학원은 이 판결을 인정했지만, 얼마 뒤 출교생들에게 다시 '퇴학' 처분을 내렸다. 2008년 1월 29일, 출교생들이 학교 당국을 상대로 낸 출교효력정지 가처분 신청이 받아들여져, 출교 관련 판결이 확정될 때까지 출교생들은 고려대학교 학생의 지위를 유지하게 되었으며, 결국 같은 해 3월에는 2006년 출교된 학생들과 학교 당국의 법정공방 끝에 학교 당국이 해당 학생들에 대한 징계를 모두 철회하였다. 하지만 그 이듬해인 2009년 4월, 학교 당국이 출교생 7명에 대해 무기정학을 재의결하여 논란이 다시 불거졌다. 재판부는 이후 이들에게 내려진 무기정학 조치 또한 무효라고 2010년 9월 1일 판결하였다. 이들은 이후 고려중앙학원을 상대로 손해배상 소송을 제기하였지만 패소하였다.

## 총장 논문 표절 사건
2006년 12월 제16대 이필상 총장은 취임한지 5일만에 1988년 발표 논문 2편과 2005년 발표한 논문 1편이 제자들의 논문과 거의 동일하다는 의혹이 언론에 통하여 제기되었다. 의혹 제기 직후 고려대학교 교수의회는 진상조사위원회를 조직하여 조사에 나섰다. 이 과정에서 중간 조사결과의 외부 유출로 교내 갈등이 심화되었다. 표절 여부에 대해서도 교수의회 의장단과 조사위는 표절·이중게재라고 주장하였지만 총장은 편파적인 조사 결과라고 반박하였다. 이필상 총장은 전체 교수를 상대로 신임투표를 제안하여 88.7%라는 지지를 얻었지만 39.2%에 그친 투표율을 기록하였다. 총장 임면권을 가진 학교 재단은 신임투표에 부정적인 반응을 보였고, 교우회는 총장의 자진 사퇴를 촉구하였다. 그 결과 총장은 사의를 표명하였고, 현승종 고려중앙학원 이사장이 직권으로 총장의 사표를 수리하면서 취임한지 67일만에 총장직에서 물러났다.

## 등록금 관련 논란

비상학생총회

등록금과 관련하여 제17대 이기수 총장이 2010년 1월 한국대학교육협의회 회장으로 선출된 자리에서 '우리나라 교육의 질에 비해 대학등록금이 아주 싼 편'이라고 주장하여 논란이 되었다. 그는 등록금 책정을 법으로 규제하는 것은 위헌 논란이 있다며 등록금 상한제 도입에 반대 입장을 피력하기도 하였다. 이와 관련하여 당시 총학생회장은 '학생과 학부모님들의 현실을 잘 모르고 하신 소리 같다'며 당시 총장의 발언에 대해 공개적인 비판을 가하였다. 이외에도, 제 15대 어윤대 총장은 세계 100대 대학 진입을 위해 1500만원 정도의 등록금 납부가 필요하다는 발언을 한 적이 있으며, 2007년 10월에는 한 일간지에 경영대학이 2008년부터 재학생 등록금을 2배 인상한다는 내용의 기사가 실렸으나, 학장인 장하성 교수가 직접 해당 기사의 내용을 부인한 사건이 발생하였다. 2011년부터는 대학 내에 등록금 인상 문제를 원만히 해결하기 위한 등록금심의위원회 설치가 의무화되었으나 의결권이 없다는 문제점을 안고 있었으며 결국 학교 당국은 2011년 2월 7일 등록금을 2.9% 인상하는 조치를 단행하였다. 등록금 인상 조치와 관련하여 총학생회 측은 3월 31일 중앙광장에서 비상학생총회를 개최하였으며, 이 자리에서 등록금 인상 조치를 철회할 것 이외에 청소 노동자들의 권리를 보장할 것 등을 내용으로 하는 10개 요구안을 학교 측에 제시하였다. 비상학생총회에서 진행된 투표 결과에 따라 44대 총학생회 측은 개교기념일을 하루 앞둔 5월 4일까지 한 달여간 본관 점거시위를 벌였다. 이로부터 한 달 뒤인 6월 8일과 6월 9일 반값 등록금 실현을 위한 동맹휴업의 개최 여부를 놓고 찬반투표가 진행되었으나 21.9%만이 투표에 참가하여 성사되지 못하였다.

## 세종캠퍼스 명칭 논란
2008년 3월에는 서창캠퍼스가 세종캠퍼스로 개칭되어 3월 13일 명칭선포식을 열었는데, 이 과정에서 세종대학교가 고려중앙학원을 상대로 2008년 3월과 6월 유사표장 사용금지 가처분 신청과 소송을 각각 제기하였지만 모두 기각 또는 패소로 일단락되었다. 세종대학교 측에서는 '세종캠퍼스' 명칭 반대 궐기대회를 여는 등 격렬하게 저항하기도 하였다.
서울중앙지방법원이 2008년 3월 25일에 낸 판결 내용의 요지는 다음과 같다.
1. '세종`은 조선시대 4대 임금의 칭호로 `세종`과 결합된 상표가 700여개에 달하는 점 등을 고려하면, `세종`을 세종대가 독점적으로 사용할 수 있는 표장으로 보기 어렵다.

2. `캠퍼스`라는 단어는 대학의 교정 또는 대학의 다른 지방 분교를 칭하는 표현으로 주로 사용되고 있기 때문에 `세종캠퍼스`가 `세종대학교`와 동일하다거나 유사하다고 볼 수도 없다.

## 신입생 선발 과정을 둘러싼 논란
이 학교의 신입생을 선발하는 전형 방식을 둘러싼 크고 작은 갈등이 존재하였다. 2008학년도 수시전형에서는 학교 당국이 지원자의 출신 학교별로 동등하지 않은 내신 점수를 부여하고 있다는 의혹이 제기되었다. 이와 같은 주장이 사실일 경우, 당시 정부에서 꾸준히 유지하고 있던 '3불(不) 정책'을 위반하였다는 것을 의미하였기 때문에 문제 제기 당시 적지 않은 파장이 발생하였다. 2009학년도 수시전형에서는 선발 과정에 부정 의혹이 제기되어 이 학교의 수시모집에 지원하였다가 탈락한 학생의 학부모 24명이 창원지방법원에 소를 제기하였으며, 1심 재판부는 학부모 24명에게 각각 700만원의 위자료를 지급할 것을 내용으로 하는 원고 승소 판결을 내렸다. 학교 당국은 이 판결에 대해 항소하였다. 또한 전국 전·현직 교육위원 25명이 '고려대 수시모집 소송지원단'을 구성하여 2010년 10월 22일 추가 소송 계획을 발표하였으며 학부모 24명은 학교 측을 상대로 부산지방법원에 별도의 손해배상 청구소송을 제기하였다. 고교등급제를 적용했는가 그리고 학교 측이 입학전형 재량권을 남용하였는가가 이 소송의 주요 쟁점이었다. 1심 재판부는 학교 측이 재량권을 일탈 내지 남용하였으므로 원고 측에게 1인당 700만의 위자료를 지급할 것을 판시하였으나, 2심 재판부는 원래의 내신등급을 보정한 것이 고교등급제를 적용하였다는 것을 의미하지는 않는다며 1심 판결을 뒤집고 원고 패소 판결하였다. 원고 측은 상고할 뜻을 내비쳤다. 교육과학기술부와 한국대학교육협의회는 최종 판결이 확정된 후에 학교 측에 대한 조치를 결정하기로 방침을 정하였다. 입학사정관제와 관련하여 2010년 대학입시에서는 고려대학교를 비롯한 5개 대학이 교육과학기술부의 지침을 위반한 것으로 확인되어 지급된 국고 지원금의 20%에 해당하는 2억 5000만원이 환수 조치되기도 하였다. 이는 학교 당국이 교과부와 대교협이 선발 인원과 관련하여 지적한 내용에 대해 수정 및 보완 작업을 제대로 이행하지 않은 데 따른 것이다. 학교 당국에서는 2500명을 입학사정관제로 선발하겠다는 당초의 발표와 달리 언급된 인원 중 일부를 일반전형으로 선발한 바 있다. 교과부의 조치에 대해 징계 수위가 지나치게 낮다는 주장이 존재한다. 입학사정관제는 교과부와 대교협이 2007년부터 추진해 온 새로운 입학 전형 제도 유형의 하나이다.

### 특목고우대 논란
2008년 수시 2학기 전형에서 사실상 고교등급제를 적용해 특목고 학생들을 우대했다는 의혹이 제기되었으며, 동일 학교 내에서도 납득할 수 없는 방법으로 합격과 불합격이 뒤바뀌었다는 주장도 제기되었다. 일선 고교 진학지도 교사들이 불공정 전형 의혹 사례를 공개하고 고려대 측에 해명을 요구했으며, 일부 학생 학부모들은 법적 대응에 들어가기도 하였다. 이러한 의혹은 2009년에도 계속되었으며 고려대학교에 응시하여 떨어진 1.5등급의 한 학생은 "5~6등급을 받은 특목고의 학생이 고려대에 합격하는 경우도 봤다"고 주장했다. 이러한 사실이 인정되어 법원은 소송을 제기한 학부모들에게 위자료를 지급하라고 판결했다. 이에 대해 한국일보는 <고려대 특목고 우대 '공정사회' 어긋난다>라는 제목의 사설을 통해 "고려대의 경우는 사회적 약속을 정면으로 무너뜨리고, 비윤리적이고 비교육적인 편법을 택함으로써 결과적으로 대부분의 수험생과 학부모를 속인 사례"라며 고려대의 특목고 우대 방침에 대해 비판을 제기했다. 정치권에서도 비판이 이어졌다. 정두언 한나라당 의원은 "학생들은 이렇게 해서 뽑는구나 해서 준비를 해서 응시를 했는데 전혀 다르게 뽑으면 어떻게 하냐"라며 기본이 안되어 있다고 비판했다.

## 교우회보의 선거운동 논란
2007년 고려대학교 동문회가 동문인 이명박 한나라당 대선후보에 유리한 기사를 교우회보에 집중적으로 게재하였다가 선거관리위원회의 지적을 받아 논란을 일으켰다. 교우회보는 7차례에 걸쳐 이명박 후보의 동정이나 업적을 다루는 기사를 게재하였고, 서울시 선거관리위원회는 교우회측에 선거법을 준수해줄 것을 요청하는 공문을 보냈다. 선관위는 교우회보가 선거에 영향을 미치게 하기 위해 정당 또는 후보자를 지지하거나 반대하는 내용이 포함된 인쇄물을 배부할 수 없다는 선거법 93조와 사전선거운동을 금지하고 있는 선거법 254조를 위반하였다고 판단하였다. 교우회측은 선관위의 자제 요청이 있은지 일주일도 안돼 회보를 재학생 가정과 학내에 배포하였다. 이명박 후보가 대통령에 당선되자 교우회보는 지면 총 72면 가운데 15면을 이명박 당선인에 대한 기사로 채웠으며, 이명박 지지에 대한 세간의 비판에 대해 반박하는 동아일보 이재호 논설위원 실장과 한국일보 이태희 정치부 차장대우의 기고글을 함께 게재하였다. 2008년 서울중앙지방검찰청은 대선을 앞두고 이명박 후보에게 유리한 기사와 기고문을 교우회보에 게재한 고려대학교 교우회 관계자들을 선거법 위반 혐의로 불구속 기소하였다. 조사 결과 교우회보는 평소 8만부가 발행되었지만 이명박 후보에 대한 기사가 실린 교우회보는 20만 7천부가 인쇄되어 고려대 재학생, 학부모, 회비 미납자 등에게까지 배포된 것으로 밝혀졌다.

## 김연아 선수 광고 논란
2009년 3월 30일 세계 피겨선수권대회 여자 싱글에서 우승한 김연아 선수가 시상대에서 눈물을 훔치는 모습을 담은 신문 광고에 '민족의 인재를 키워온 고려대학교, 세계의 리더를 낳았습니다!'라는 광고 문구를 실어 많은 비판을 받았다. 광고를 싣던 당시 김연아는 대회로 인해 입학식에 참가하지 않았으며, 4월 2일 한 차례만 등교한 상태였기 때문이다. 논란이 불거지자 총장이 직접 나서서 "(김연아의 우승은) 고대 정신을 주입시킨 결과이며 고대가 김연아를 낳았다고 볼 수 있는 것이다"라고 강조하면서 논란이 증폭되기도 했다.

## 운동부 관련 논란

### 체육특기생 부정입학 문제
2004년 10월 축구특기생 부정입학 비리와 관련하여 고려대학교 축구부 감독 사무실에 대한 압수수색이 이루어졌다. 감독의 은행 계좌에서 의심스런 돈이 20여차례 드나든 사실이 경찰 조사에서 확인되었다. 2007년 4월 서울중앙지방검찰청은 최모 전 고려대학교 아이스하키 감독을 배임수재 혐의로 구속하였다. 아이스하키팀 감독으로 재직하던 2005년과 2006년에 학부모들로부터 입학 대가로 우수 선수 스카우트비 수억 원씩을 요구하여 그 일부를 개인적으로 유용한 혐의다. 그러나 같은 해 12월 재판부는 판결문에서 “검찰 및 법정에서 증인들의 진술에 의해 인정되는 사정들만으로는 피고인 김씨가 학생의 고려대 입학과 관련한 부정한 청탁을 받아 이를 승낙하고 이를 대가로 후원금을 교부받은 것이라고 보기는 어렵다”며 무죄를 선고했다. 2008년 3월 서울중앙지방검찰청은 진모 전 고려대학교 농구부 감독과 노모 농구부 코치를 배임수재 혐의로 불구속 기소하였다. 진씨 등은 2006년 2월부터 8월까지 학부모들로부터 1억 7천만원을 수수한 혐의였다. 2012년 12월 인천지방검찰청은 양승호 전 롯데 자이언츠 감독을 배임수재 혐의로 구속하였다. 고려대학교 야구부 감독으로 재임하였던 2009년 8월부터 12월 사이에 서울 모 고교 야구부 감독으로부터 대학에 입학시켜 달라는 청탁과 함께 1억원을 받은 혐의이다.

### 축구부 감독 심판매수사건
서울지방경찰청 광역수사대는 시합에서 이기기 위해 상습적으로 심판을 매수하고 선수단의 공금을 횡령한 혐의로 전 고려대 축구부 감독에 대해 2010년 3월 19일에 구속영장을 신청했다. 광역수사대에 따르면 2009년 9월 열린 고연전에서 이기기 위해 대한축구협회 경기분과 위원인 김 모에게 평소 친분이 있는 이 모와 윤 모를 심판으로 배정해 달라고 부탁했다고 하며 이런 방식으로 심판 11명에게 2천3백여만원 상당의 금품을 제공했으며, 2008년부터 2009년 11월까지 경남 남해 축구대회, 전국대학축구대회 등 모두 9개 경기에서 승리했다. 또 운영비 등 명목으로 학부모로부터 억대의 돈을 받기도 하며 2007년 11월부터 지난해 12월까지 학부모 40여명으로부터 걷은 5억 8000여만원 중에서 1억 700여만원을 유흥비 등으로 탕진했다고 한다.

### 아이스하키 감독 폭행사주사건
2012년 1월 고려대학교 아이스하키부 소속 학생의 어머니가 고려대학교 총학생회에 2009년 연세대학교와의 정기전을 앞두고 아이스하키부 감독이 상대편 에이스 선수를 폭행하도록 사주하였다는 투서를 보낸 사실이 5월에 언론에 보도되었다. 투서에는 폭행사주와 더불어 정기전 출전을 명목으로 감독에게 오토바이를 선물하고 돈을 주었다는 내용이 포함되어 있었다. 언론사의 취재 결과 고려대학교의 모 부총장도 감독의 폭행사주를 체육위원장의 보고를 받아 알고 있었던 것으로 드러났다. 그 결과 감독은 사퇴하였지만 폭행사주에 연루된 코치가 잔류하자 고려대학교 총학생회는 코치 퇴진을 요구하며 정기전 아이스하키 경기의 보이콧을 추진하였고, 연세대학교 총학생회와 더불어 공동 기자회견을 열어 사건 관련자에 대한 즉각적인 해직 처벌을 촉구하였다.

## 총장의 타 대학 비하 발언 논란
2010년 제17대 이기수 총장은 2010년 2학기에 개설된 ‘고대의 역사, 전통과 미래(가칭 고려대학(學))’ 강의에서 서울대학교, 연세대학교, 이화여자대학교 등 타 대학을 비하하는 발언을 하여 논란을 일으켰다. 이기수 총장은 재학생 40여명이 참석한 수업에서 “서울대학교는 일본이 침략의 방편으로 만든 관립대학이며 연세대와 이화여대는 기독교 교리 전파의 수단으로 만든 대학”이라고 발언하고, 서울대학교는 해방 뒤에나 국립대학이었으므로 대한민국의 정통성을 지킬 수 있는 대학은 사립대에서 찾을 수 밖에 없으며 연세대학교는 기독교 대학이지 대한민국의 대학교가 아니라고 말하였다. 또한, 이기수 총장은 고려대학교는 건학 이념이 교육구국인데 시대마다 충실한 역할을 해왔기 때문에 대한민국 제1대학이라고 볼 수 있다고 밝혔다. 해당 발언을 한 다음 날 연세대에서 명예 교육학 박사 학위를 수여받기 위해 참석한 이기수 총장은 수여식 직후에 취재진의 질문이 이어지자 각 대학의 탄생 연원에 대하여 말하였을 뿐 비하의 의도는 없었다고 해명하였다. 김선욱 이화여대 총장은 언론간담회에서 이기수 총장의 발언에 대하여 “민족정신은 고대만의 특수성은 아니다”라고 발언하였다.

## 총학생회의 학생 사찰 사건
2010년 11월 차기 고려대학교 총학생회 선거 합동공청회 현장에서 당시 제43대 총학생회 소통시대의 학생 사찰 의혹이 제기되었다. 총학 집행부가 개설한 ‘학생 강의 평가 사이트 클루(KLUE)’의 보안 결함을 이용하여 신상 정보를 무단 수집하였으며, 고려대학교 학생 커뮤니티인 고파스의 아이디와 비교한 후에 구글링을 통하여 총학에 비판적인 학생들의 개인정보와 사적으로 적은 글 등을 총학 집행부의 비공개 클럽에서 공유한 것으로 밝혀졌다. 고려대학교 중앙선관위원회의 조사 과정에서 총학 집행부가 결정적 물증들을 삭제한 사실이 추가로 드러났다. 결국 제43대 총학생회에 대한 탄핵안을 의결하기 위한 임시전체학생대표자회 개최를 결정하였다. 전학대회는 탄핵안을 가결시켰고, 탄핵안에 대한 전체학생 총투표는 제44대 총학생회장 투표와 동시에 진행되었다. 총투표에서는 총 유권자 1만 3381명 중 5154명(38.5%)만이 찬성하여 탄핵안은 최종 부결되었다.

## 재단 적립금 손실 문제
2011년 10월 24일의 고려중앙학원 이사회 회의록에는 학교법인 고려중앙학원 측이 재단의 적립금을 고위험자산에 투자했다가 막대한 손실을 입었다는 사실이 기록되어 있다. 이 사건과 관련하여 총학생회장이 2012년 2월 25일에 재단을 교육과학기술부와 감사원에 고발했다고 밝힌 데 이어 2월 27일에는 교수의회 측에서 기자회견을 열어 법인 이사장 등의 도의적 책임을 묻기도 하였다.

## 성범죄와 관련된 사건

### 정경대학 교수 성희롱 발언 사건
2005년 정경대학 소속 교수가 전공 수업 강의 중에 청년 실업 이야기를 하면서 “취업하고 싶은데 못하는 심정은 성폭행을 당하고 싶은데 못 당하는 늙어가는 여자의 심정과 같다”라는 발언을 하였다. 해당 교수는 평소 수업 도중 음담패설로 악명이 높아 여학생들의 항의를 자주 들었는데 여학생의 이름을 빗대어 ‘화끈한 밤을 보냈느냐’고 묻는가 하면 ‘여자는 밤일만 잘하면 출세한다’는 등의 발언을 한 것으로 알려졌다. 학내 단체가 대자보를 붙이고 사과를 요구하였지만 해당 교수는 정경대학보를 통해 사과 요구를 거절하고 안식년 휴가에 들어갔다. 한편 같은 해 고려대 총학생회는 교수의 수업중 성희롱ㆍ성차별 발언이 빈발하자 고려대의 남성중심의 수업 분위기를 바꿔 여성이 성적 수치심 등을 받지 않도록 여성 수업권 쟁취 투쟁을 벌였다.

### 문과대학 교수 성추행 사건
2007년 문과대학 소속 교수가 자신의 제자를 여관으로 데려가 성추행한 사건이 발생하였다. 해당 교수는 피해자에게 교수직을 사직한다는 조건으로 고소 취하를 받아내 불구속 기소되었지만 1심 법원에서 죄질이 불량하다는 이유로 2년 6월의 징역에 3년의 집행유예를 선고받았다. 하지만 사건이 발생한지 1년이 넘도록 고려대학교에서 해당 교수에 대한 징계가 이루어지지 않자 감싸기 논란이 일었다. 이에 고려대학교는 법원의 최종심을 기다린 뒤 징계 여부를 결정하느라 시간이 걸렸다고 해명하였다. 결국 항소심이 진행 중이던 2009년 고려대학교는 교원 인사위원회를 열어 해당 교수에 대한 직위해제를 결정하였다.

### 의대생 성추행 사건
2011년 5월, 의과대학 MT에서 본과 4학년인 남학생 3명이 여학생을 집단으로 성추행하는 사건이 발생했다. 이들은 여학생이 만취해 잠에 든 사이 이러한 일을 저질렀으며, 동영상 촬영까지 한 것으로 드러났다. 성폭행 여부도 수사 중이다. 무엇보다 의대생이라는 점에 많은 사람들은 충격을 받았다. 사건이 알려진 직후 커뮤니티 내부에서 이루어진 설문조사 결과, 응답자의 90%가 이들을 출교시켜야 한다는 결과가 나왔다. 이러한 사건에 대해서 학교 및 해당 학과 측은 문제를 해결하려는 의지를 보이기는커녕 사건 자체를 알지 못한다는 대답으로 일관하였다. 또한 보도가 나가기 전인 5월 27일에 가해자와 피해자를 같은 교실에서 시험을 보게 하였고, 의과 대학의 교수들이 강의실에서 학생들에게 "가해학생들이 다시 돌아올 친구니까 잘해줘라"라고 말을 했으며, 사건이 발생되고 나서 피해 학생이 가해 학생의 악의적인 설문조사 및 소문으로 인해 인격 모독 및 명예 훼손 등 2차 피해를 받고 있는데도 불구하고 사건 발생 3개월이 지난 2011년 9월 현재에도 징계처분을 차일 피일 미루고 있어 학교 측이 가해 학생을 비호하고 있다는 비판을 학교 안팎으로부터 받았다.
 9월 5일 학교 측에서는 가해자 3명 모두를 출교시켰으며 이와 관련하여 의과대학장 명의의 담화문을 발표하였다.

### 응원단 성희롱 발언 사건
2012년 고려대와 연세대 응원단 간 합동응원전에서 고려대 응원단 소속 남학생이 연세대 여학생들을 대상으로 성희롱 발언을 하였다. 해당 남학생은 고려대 화정체육관에서 열린 합동응원 오리엔테이션이 시작되기 전 무대에서 “연세대 여학우들은 토요일 밤이 좋아 흔들흔들 하다가 원나잇 한다”고 발언하였다. 연세대 응원곡인 〈토요일은 밤이 좋아〉, 〈흔들흔들〉, 〈one night only〉 등 세 곡의 제목을 이용해 이와 같은 발언을 한 것이다. 고려대와 연세대 응원단은 사전 협의 과정에서 해당 발언을 제외하기로 협의하였으나 지켜지지 않았다. 연세대 총여학생회가 고려대 응원단 측에 해당 발언에 대한 문제를 제기하였고, 고려대 응원단은 홈페이지에 공식 사과문을 게재하였다. 하지만 최초 사과문에는 ‘사과’라는 단어가 포함되지 않았으며 당시 상황에 대한 설명만 있어 총여학생회는 사과문에 진정성이 없다는 이유로 수정을 요구하였고, 고려대 응원단은 이후 3차례 공식 사과문을 수정하였다.

### 경영학과 교수 몰카 사건
2013년 5월 경영학과 소속 교수가 영화관에서 소형카메라가 달린 손목시계로 뒷자리에 앉은 여성의 속옷을 촬영하여 검찰 수사를 받았다. 교수의 개인 컴퓨터에서 여성의 신체 특정 부위를 찍은 사진 3,000여장이 추가적으로 발견되었다. 자신의 연구실에 초소형 카메라를 설치하여 제자들의 신체 특정 부위를 촬영하여 보관하였고, 음식점 여자화장실에 몰래 들어가 촬영한 것으로 알려졌다. 징계 절차가 진행되던 중에 해당 교수는 개인 일신상의 사유로 사직서를 제출하였고, 학교 측은 하루 만에 사직서를 수리하였다.

### 재학생 성추행·몰카 사건
2013년 8월 고려대학교 재학생이 여학생들의 신체 부위를 몰래 카메라로 촬영하여 성추행한 이유로 구속되었다. 2011년에 입학한 가해자는 2011년 5월부터 2013년 3월까지 자취방, 동아리방, 모텔 등에서 평소 안면이 있던 같은 학교 여학생 19명의 신체 부위를 몰래 촬영하여 사진과 동영상 파일로 보관하였다. 제보를 받고 진상조사를 벌인 고려대학교 양성평등센터는 학교 명의로 경찰에 직접 수사를 의뢰하였었다. 고려대학교는 학교 구성원들의 잇따른 성범죄 사건에 대한 대책으로 성범죄 대책 특별위원회를 출범시키며 〈최근 일련의 사안들에 대한 본교의 방침〉이라는 자료를 내고 사회적 물의를 일으킨 사안을 엄격하고 엄중하게 처벌하겠다고 밝혔다.

### 고대생 전 여자친구 살해 후 자살 위장 사건
헤어진 같은 과 여학생을 "다시 사귀자"며 스토킹하다 끝내 살해한 고려대생이 범행 3개월여 만에 덜미를 잡혔다. 서울 성북경찰서는 자신의 전 여자친구인 A씨의 목을 졸라 숨지게 한 혐의(살인)로 고려대 2학년생 이 모씨(20)씨를 지난 6일 구속·송치했다고 11일 밝혔다. 경찰에 따르면 같은 과 동기인 두 사람은 재작년 10월부터 약 1년간 사귀다 지난해 헤어졌으나 이 씨는 A씨에게 다시 만나자며 지속적으로 괴롭혔다는 것. A씨에게 다른 남자친구가 생겼는데도 이씨는 "왜 안 만나주느냐", "교제할 때 잘해줬지 않느냐"며 A씨 주변을 맴돌았다고. 결국 작년 12월 7일 사고가 발생했다. 이 씨가 학교 근처 A씨의 하숙집 앞에서 기다리다 기말고사를 마치고 돌아오는 A씨를 따라 방에 들어갔고 "방에서 나가지 않으면 소리를 지르겠다"고  A씨가 소리치자 순간 격분한 이 씨가 목을 조른 것이다. 이 씨는 자살로 위장하려 A씨의 목에 휴대전화 충전기 전선을 감아놓고 담요를 가슴까지 덮어둔 채 현장을 떠났다. 숨진 A씨는 다음날 친구에 의해 발견됐다. 경찰은 A씨가 유서를 남기지 않았고 자살을 선택할 뚜렷한 동기도 없다는 점에서 타살 가능성을 염두에 두고 수사를 벌였으나 부검에서 뚜렷한 타살 흔적이 발견되지 않는다는 결과가 나와 수사는 잠시 난항을 겪기도 했다. 그러나 A씨의 손톱에서 남성의 DNA가 발견되면서 수사는 급진전했다. 경찰은 A씨의 주변을 맴돈 이씨의 DNA를 채취해 손톱 밑 DNA와 대조, 범인으로 지목됐고 경찰은 지난 2일 집에 있는 이씨를 체포했다. 이씨의 휴대전화에서는 이씨가 범행 후 부산 광안리로 가서 찍은 `셀카` 사진이 발견됐는데 사진 속 이씨의 목에는 긁힌 듯한 상처가 뚜렷했다. 이씨는 처음에는 범행을 강하게 부인했지만 거듭된 추궁에 결국 범행 일체를 시인했고, 뒤늦게 뉘우치는 모습을 보이기도 했다고 경찰은 전했다. 조사결과 이 씨는 대학에 입학하기 직전인 재작년 초에도 전 여자친구를 길에서 때리고 목을 조른 혐의로 불구속 입건된 전력이 있었던 것으로 드러났다. A양은 학과에서 1등을 놓치지 않은 우등생이었다고 경찰은 전했다.

## 같이 보기
- 고려대학교
- 고려대학교 세종캠퍼스
- 고려대학교의 역사
- 고려대학교의 건축물